# Cantiano
Cantiano ist eine italienische Gemeinde (comune) mit 1979 Einwohnern (Stand 31. Dezember 2023) in der Provinz Pesaro und Urbino in den Marken. Die Gemeinde liegt etwa 53,5 Kilometer südsüdwestlich von Pesaro und etwa 28 Kilometer südlich von Urbino. Cantiano gehört zur Comunità montana del Catria e Nerone und grenzt unmittelbar an die Provinz Perugia.

## Geschichte
Die Gemeinde war schon früh durch die Umbrer besiedelt. Bedeutung gewann sie auch als Station an der Via Flaminia, die noch heute ein wichtiger Verkehrsweg ist.

## Persönlichkeiten
- Domenico Ciufoli (1898–1975), Politiker

## Verkehr
Durch die Gemeinde führt die Strada Statale 3 Via Flaminia von Rom nach Fano.